# Richard Anuszkiewicz

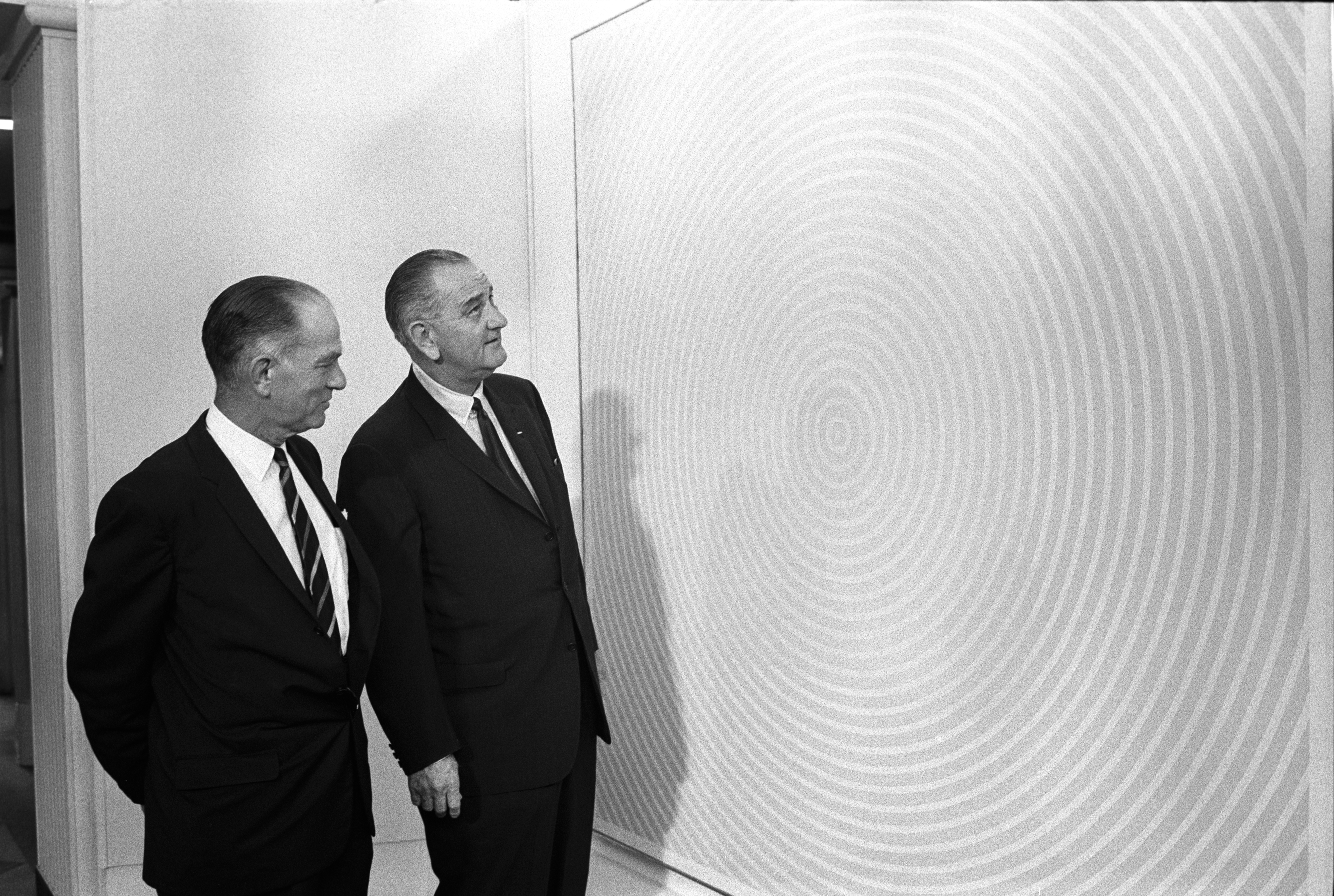
O Presidente estaduniense Lyndon Baines Johnson e o Senador estaduniense J. William Fulbright observam a obra "Squaring the Circle", 1963, pintura de Richard Anuszkiewicz, em 1965 no White House Arts Festival.

Richard Anuszkiewicz (Erie, 23 de maio de 1930 – Englewood, 19 de maio de 2020) foi um pintor estadunidense.

## Biografia
Anuszkiewicz estudou no Cleveland Instituto de Arte em Cleveland (Ohio) (1948-1953), e com Josef Albers na Escola de Arte e Arquitetura da Universidade de Yale (School of Art and Architecture) em New Haven (Conneticute) (1953-1955) onde recebeu o título de Mestre em Belas Artes.
Ele foi um dos fundadores e principais expoentes do Op Art, um movimento do final da década de 1960 e do início da década de 1970. Victor Vasarely na França e Bridget Reley na Inglaterra foram seus principais homólogos internacionais. Anuszkiewicz participou da mostras na Bienal de Veneza, na Bienal de Florença e na Documenta de Kassel (Alemanha). Seus trabalhos estão em coleções internacionais permanentes, por exemplo, em Nova Iorque e Chicago.
Morreu no dia 19 de maio de 2020 em Englewood, aos 89 anos.

## Estilo
O trabalho de Anuszkiewicz aborda as mudanças óticas que ocorrem quando diferentes cores de alta intensidade são aplicadas às mesmas configurações geométricas. A maior parte de seu trabalho compreende investigações visuais dos efeitos formais de estrutura e cor, e muitos deles possuem a forma de um quadrado, de forma similar ao trabalho de seu professor Josef Albers. Em sua série Homage to the Square (homenagem ao quadrado), Albers realizou experimentos com a justaposição de cores e Anuszkiewicz desenvolveu estes conceitos.

## Mostras
- 1955: Butler Art Institute, Youngstown, Ohio, Estados Unidos da América
- 1960: The Contemporaries, Nova Iorque, Nova Iorque
- 1961: The Contemporaries, Nova Iorque
- 1963: The Contemporaries, Nova Iorque
- 1965: Sidney Janis Gallery, Nova Iorque
- 1966: The Cleveland Museum of Art, Cleveland, Ohio
- 1967: Sidney Janis Gallery, Nova Iorque
- 1967: Galerie der Spiegel, Colônia, Alemanha
- 1967: The Hopkins Center, Hanover, Nova Hampshire
- 1968: Kent State University, Kent, Ohio
- 1969: Sidney Janis Gallery, Nova Iorque
- 1971: Sidney Janis Gallery, Nova Iorque
- 1972: De Cordova Museum, Lincoln, Massachusetts
- 1972: Jacksonville Art Museum, Jacksonville, Flórida
- 1972: Loch Haven Art Center, Orlando, Flórida
- 1973: Sidney Janis Gallery, Nova Iorque
- 1973: Summit Art Center, Summit, Nova Jérsei
- 1975: Andrew Crispo Gallery, Nova Iorque
- 1976: Andrew Crispo Gallery, Nova Iorque
- 1976: Ulrich Museum of Art, Wichita, Kansas
- 1976: La Jolla Museum of Contemporary Art, La Jolla, Califórnia
- 1976: Fairlawn Public Library, Fairlawn, Nova Jérsei
- 1977: University Art Gallery, Berkeley, Califórnia
- 1977: Columbus Museum of Art, Columbus, Ohio
- 1978: Ringling Museum, Sarasota, Flórida
- 1978: Allentown Art Museum, Allentown, Pensilvânia
- 1979: Alex Rosenberg Gallery, Nova Iorque
- 1979: Clark Art Institute, Williamstown, Massachusetts
- 1980: The Brooklyn Museum, Brooklyn, Nova Iorque
- 1980: The Carnegie Institute, Pittsburgh, Pensilvânia
- 1981: University Fine Arts Galleries, Tallahassee, Flórida
- 1981: The Carnegie Institute, Pittsburgh, Pensilvânia
- 1981: Lowe Arts Museum, Coral Gables, Flórida
- 1982: Museum of Art, Fort Lauderdale, Flórida
- 1982: Museo Rayo, Roldanillo, Valle del Cauca, Colômbia
- 1982: Centro Colombo-Americano, Bogotá, Colômbia
- 1982: Fairlawn Public Library, Fairlawn, Nova Jérsei
- 1983: Atlantic Center For The Arts, New Smyrna Beach, Flórida
- 1984: Pembroke Gallery, Houston, Texas
- 1984: Butler Art Institute, Youngstown, Ohio
- 1984: The Heckscher Museum, Huntington, Nova Iorque
- 1984: Graham Modern, Nova Iorque
- 1984: Canton Art Institute, Canton, Ohio
- 1985: Schweyer-Galdo Galleries, Pontiac, Michigan
- 1985: Hokin/Kaufman Gallery, Chicago, Illinois
- 1985: Charles Foley Gallery, Columbus, Ohio
- 1986: Brevard Art Center and Museum, Melbourne, Flórida
- 1986: Tampa Museum, Tampa, Flórida
- 1986: Pelham Art Center, Pelham, Nova Iorque